# Yoel Hernández
Yoel Hernández Reyes (né le 12 décembre 1977 à Manacas dans la Province de Villa Clara) est un athlète cubain, spécialiste du 110 mètres haies. 

## Biographie
Vainqueur des championnats du monde juniors de 1996, il se classe deuxième des championnats d'Amérique centrale et des Caraïbes de 1997 et deuxième des Jeux panaméricains de 1999. Aux championnats du monde de 1999, il termine sixième du 110 m haies, et quatrième du relais 4 × 100 m.
Yoel Hernández termine au pied du podium des championnats du monde 2001 d'Edmonton au Canada, et se classe septième lors de l'édition 2003. Il remporte la médaille d'or des Jeux panaméricains de 2003, à Saint-Domingue, devant l'Américain Larry Wade. Il s'adjuge également le titre des championnats ibéro-américains de 2004 et des Championnats d'Amérique centrale et des Caraïbes de 2005.

### Palmarès
| Date | Compétition                                      | Lieu                 | Résultat | Épreuve     | Performance |
| ---- | ------------------------------------------------ | -------------------- | -------- | ----------- | ----------- |
| 1996 | Championnats du monde juniors                    | Sydney               | 1er      | 110 m haies | 13 s 83     |
| 1997 | Championnats d'Amérique centrale et des Caraïbes | San Juan             | 2e       | 110 m haies | 13 s 74     |
| 1999 | Jeux panaméricains                               | Winnipeg             | 2e       | 110 m haies | 13 s 24     |
| 1999 | Championnats du monde                            | Séville              | 6e       | 110 m haies | 13 s 30     |
| 1999 | Championnats du monde                            | Séville              | 4e       | 4 x 100 m   | 38 s 63     |
| 2001 | Championnats du monde en salle                   | Lisbonne             | 5e       | 60 m haies  | 7 s 58      |
| 2001 | Championnats du monde                            | Edmonton             | 4e       | 110 m haies | 13 s 30     |
| 2003 | Championnats du monde                            | Paris                | 7e       | 110 m haies | 13 s 57     |
| 2003 | Jeux panaméricains                               | Saint-Domingue       | 1er      | 110 m haies | 13 s 35     |
| 2004 | Championnats du monde en salle                   | Lisbonne             | 7e       | 60 m haies  | 7 s 78      |
| 2004 | Championnats ibéro-américains                    | Huelva               | 1er      | 110 m haies | 13 s 49     |
| 2005 | Championnats d'Amérique centrale et des Caraïbes | Nassau               | 1er      | 110 m haies | 13 s 32     |
| 2006 | Championnats du monde en salle                   | Moscou               | 8e       | 60 m haies  | 7 s 62      |
| 2006 | Jeux d'Amérique centrale et des Caraïbes         | Carthagène des Indes | 3e       | 110 m haies | 13 s 51     |
| 2007 | Jeux panaméricains                               | Rio de Janeiro       | 3e       | 110 m haies | 13 s 50     |
| 2008 | Championnats du monde en salle                   | Valence              | 8e       | 60 m haies  | 7 s 91      |

### Records
| Épreuve     | Performance | Lieu    | Date            |
| ----------- | ----------- | ------- | --------------- |
| 60 m haies  | 7 s 40      | Madrid  | 16 février 2000 |
| 110 m haies | 13 s 23     | Athènes | 2 juillet 2007  |